# خوان ووگلیوتی
خوان ووگلیوتی (انگلیسی: Juan Vogliotti؛ زادهٔ ۱۱ آوریل ۱۹۸۵) بازیکن فوتبال اهل آرژانتین است.